# Стоддард, Тионетт
Тионетт Стоддард (англ. Tionette Stoddard, 24 сентября 1974, Эмералд, Квинсленд) — новозеландская скелетонистка австралийского происхождения, выступавшая за сборную Новой Зеландии с 2004 года по 2010-й. Участница зимних Олимпийских игр в Ванкувере, чемпионка мира среди юниоров, многократная призёрша национального первенства.

## Биография
Тионетт Стоддард родилась 24 сентября 1974 года в городе Эмералд, штат Квинсленд. В молодости увлекалась тяжёлой атлетикой, соревновалась на нескольких турнирах, но сколько-нибудь значимых достижений добиться не смогла, поэтому однажды решила попробовать себя в скелетоне. Заниматься скелетоном начала уже в возрасте тридцати лет, в 2004 году прошла отбор в национальную сборную и стала принимать участие в крупнейших международных стартах, показывая довольно неплохие результаты. В частности, дебютировала на этапах Кубка Европы, приехав на трассе в австрийском Иглсе двадцать второй. Через год впервые поучаствовала в заездах Кубка мира, на первом своём этапе в итальянском Турине пришла к финишу двадцать восьмой. В декабре 2006 года на этапе Кубка Америки в Парк-Сити чуть было не одержала победу, оставшись, однако, на второй строке.
На чемпионате мира 2009 года в американском Лейк-Плэсиде финишировала двенадцатой, и это лучший её результат на мировых первенствах. Благодаря череде удачных выступлений удостоилась права защищать честь страны на зимних Олимпийских играх в Ванкувере, без проблем прошла квалификацию и планировала побороться здесь с лидерами кубкового зачёта, но в итоге вынуждена была довольствоваться лишь четырнадцатой позицией. Поскольку конкуренция в сборной на тот момент резко возросла, вскоре Тионетт Стоддард приняла решение завершить карьеру профессиональной спортсменки, уступив место молодым новозеландским скелетонисткам.